# 3 май
3 май е 123-тият ден в годината според григорианския календар (124-ти през високосна). Остават 242 дни до края на годината.

## Събития
- 1791 г. – В Полско-литовската държава е приета първата модерна конституция в Европа.
- 1802 г. – Вашингтон е обявен за град.
- 1837 г. – В Атина е основан първият университет за страните от източно Средиземно море.
- 1904 г. – Американски изобретател Джордж Паркър патентована първата си писалка „Паркър“.
- 1915 г. – Канадският военен лекар подполковник Джон Маккрей написва Във Фландърските полета, призната по-късно за една от най-добрите поеми, писани през Първата световна война.
- 1916 г. – Екзекутирани са ръководителите на Великденското въстание, целящо постигането на независимост на Ирландия от Великобритания.
- 1936 г. – Изборна победа на Народния фронт във Франция.
- 1937 г. – Маргарет Мичел печели Пулицър за книгата си Отнесени от вихъра.
- 1947 г. – Приета е новата следвоенна конституция на Япония.
- 1956 г. – Провежда се първото световно първенство по джудо.
- 1959 г. – Обявени са първите награди Грами.
- 1971 г. – Ерих Хонекер е избран за първи секретар на Германската единна социалистическа партия.
- 1979 г. – Маргарет Тачър печели изборите във Великобритания, превръщайки се в първата жена министър-председател на страната.
- 1999 г. – Торнадо от 5 степен връхлита Оклахома, при което загиват 45 души, 665 са ранени, а щетите са за 1 милиард долара.
- 2006 г. – Самолетът при полет 967 на „Армавия“ се разбива в Черно море близо до международното летище „Адлер-Сочи“, Сочи, Русия и убива 113 души.

## Родени
- 612 г. – Константин III, византийски император († 641 г.)
- 1469 г. – Николо Макиавели, италиански философ († 1527 г.)
- 1678 г. – Амаро Парго, испански корсар († 1747 г.)
- 1740 г. – Иван Михелсон, руски военачалник († 1807 г.)
- 1761 г. – Аугуст фон Коцебу, немски драматург († 1819 г.)
- 1764 г. – Елизабет Френска, френска принцеса († 1794 г.)
- 1773 г. – Джузепе Ачерби, италиански изследовател († 1846 г.)
- 1858 г. – Рачо Славейков, български военен деец и публицист († 1931 г.)
- 1867 г. – Александър Малинов, министър-председател на България († 1938 г.)
- 1873 г. – Павло Скоропадски, украински политик († 1945 г.)
- 1877 г. – Карл Абрахам, германски психоаналитик († 1925 г.)
- 1880 г. – Кирил Попов, български математик († 1966 г.)
- 1892 г. – Анастас Дудулов, български скулптор († 1971 г.)
- 1892 г. – Джордж Паджет Томсън, английски физик, Нобелов лауреат († 1975 г.)
- 1898 г. – Голда Меир, министър-председател на Израел († 1978 г.)
- 1902 г. – Алфред Кастлер, френски физик, Нобелов лауреат († 1984 г.)
- 1903 г. – Бинг Кросби, американски актьор († 1977 г.)
- 1916 г. – Христо Иванов, български химик († 2004 г.)
- 1917 г. – Киро Глигоров, първи президент на Република Македония († 2012 г.)
- 1924 г. – Йехуда Амихай, израелски писател († 2000 г.)
- 1924 г. – Кен Тирел, британски автомобилен състезател († 2001 г.)
- 1926 г. – Михаил Пенчев, български режисьор († 1996 г.)
- 1927 г. – Юрий Тухаринов, съветски офицер († 1998 г.)
- 1928 г. – Джеймс Браун, чернокож музикант († 2006 г.)
- 1929 г. – Вадим Масон, руски археолог († 2010 г.)
- 1930 г. – Хуан Хелман, аржентински поет († 2014 г.)
- 1931 г. – Хироказу Каназава, японски каратист († 2019 г.)
- 1933 г. – Стивън Уайнбърг, американски физик, Нобелов лауреат († 2021 г.)
- 1933 г. – Рада Москова, българска писателка
- 1934 г. – Иван Андонов, български режисьор и живописец († 2011 г.)
- 1934 г. – Хенри Купър, британски боксьор († 2011 г.)
- 1936 г. – Асен Кисимов, български актьор († 2005 г.)
- 1940 г. – Кони Планк, немски продуцент († 1987 г.)
- 1941 г. – Нона Гаприндашвили, грузинска шахматистка
- 1942 г. – Стефка Берова, българска поп певица и актриса
- 1946 г. – Христофор Събев, български йеромонах
- 1950 г. – Валентин Миновски, български певец
- 1951 г. – Татяна Толстая, руска писателка
- 1953 г. – Мадлен Чолакова, българска актриса
- 1957 г. – Стивън М. Вейзи, американски религиозен водач
- 1959 г. – Василка Сугарева, българска актриса
- 1965 г. – Майкъл Смит, британски писател
- 1969 г. – Добринка Корчева, българска поетеса
- 1972 г. – Ненчо Илчев, български актьор
- 1973 г. – Ивайло Петров, български футболист
- 1979 г. – Виктория Терзийска, българска певица
- 1983 г. – Мартон Фюльоп, унгарски футболист
- 2001 г. – Рейчъл Зиглър, американска актриса и певица

## Починали
- 115 г. – Александър I, римски папа (* ок. 106)
- 1152 г. – Матилда Булонска, шотландска благородничка (* ок. 1103)
- 1270 г. – Бела IV, крал на Унгария (* 1206 г.)
- 1481 г. – Мехмед II, султан на Османската империя (* 1432 г.)
- 1758 г. – Бенедикт XIV, римски папа (* 1675 г.)
- 1856 г. – Адолф Адам, френски композитор (* 1803 г.)
- 1857 г. – Василий Тропинин, руски художник, портретист (* 1776 г.)
- 1932 г. – Антон Вилдганс, австрийски писател (* 1881 г.)
- 1936 г. – Роберт Михелс, немски политолог (* 1876 г.)
- 1937 г. – Петър Тантилов, български военен деец (* 1861 г.)
- 1942 г. – Елпида Караманди, комунистическа партизанка (* 1920 г.)
- 1944 г. – Вела Пеева, българска партизанка (* 1922 г.)
- 1987 г. – Далида, френска певица (* 1933 г.)
- 1996 г. – Херман Кестен, немски писател (* 1900 г.)
- 2005 г. – Петър Петров, български шахматист (* 1919 г.)
- 2006 г. – Карел Апел, холандски художник (* 1921 г.)
- 2007 г. – Уоли Шира, американски астронавт (* 1923 г.)
- 2010 г. – Флоренцио Кампоманес, филипински шахматист (* 1927 г.)
- 2014 г. – Гери Бекър, американски икономист (* 1930 г.)
- 2018 г. – Гюнтер Хербургер, немски писател (* 1932 г.)

## Празници
- ЮНЕСКО – Световен ден за свобода на пресата
- Полша – Ден на конституцията (1791 г., национален празник)
- САЩ – Национален ден на учителя
- Сиера Леоне – Ден на независимостта
- Южна Африка – Ден на свободата
- Япония – Ден на конституцията (1947 г., национален празник)